# TSG Reutlingen
Die Turn- und Sportgesellschaft Reutlingen 1843 e. V. ist mit etwa 4.600 Mitgliedern und 25 Abteilungen der zweitgrößte Sportverein in Reutlingen.

## Geschichte
Die TSG wurde 1843 gegründet und hat im Reutlinger Stadtviertel Ringelbach ihren Sitz. In der heutigen Form besteht die TSG seit 1950, als sich Turnerbund und Turnergemeinde Reutlingen zur heutigen TSG Reutlingen zusammenschlossen.
Zu den Gründungsabteilungen von 1950 gehören die Abteilungen Turnen, Leichtathletik, Handball, Fußball, Fechten und Schwimmen.
Im Laufe der Zeit kamen die Abteilungen Ski (1952), Judo (1955), Badminton (1956), Jedermann (1961), Aikido (1956), Gymnastik (1970), Ju-Jutsu (1973), Volleyball und Basketball (1974), Inklusiv (1979), Eissport(1988) und Triathlon (1996) hinzu.

## Angebot
Auf dem TSG Sportzentrum im Ringelbach befinden sich:
- TSG Geschäftsstelle
- TSG Sporthalle
- zwei Fußballplätze (ein Rasen- und ein Kunstrasenspielfeld)
- Bewegungs- und Gesundheitszentrum TSG Provital
- DFB-Minispielfeld
- Bolzplatz mit Fußballtoren und Basketballkörben
- Vereinsgaststätte Jahnhaus.

Das Sportangebot der Abteilungen findet in den vereinseigenen sowie den angemieteten Sportstätten der Stadt Reutlingen im gesamten Stadtgebiet statt.
Für Kinder bietet die TSG Reutlingen Kindersport in der TSG Rasselbande an. Fitnesskurse werden im TSG fit&aktiv angeboten. Ein gesundheitsorientiertes Training ist im Bewegungs- und Gesundheitszentrum TSG Provital möglich. Die TSG Reutlingen bietet auch Rehabilitationssport an.

## Erfolge
Einzelne Abteilungen oder Sportler des Vereins haben bereits überregional und international auf sich aufmerksam gemacht. So gelang es beispielsweise der Degenfechtmannschaft, beim Deutschlandpokal 1988 den zweiten Platz zu erringen. Stephan Vuckovic gewann in Sydney bei den Olympischen Sommerspielen 2000 im Triathlon die Silbermedaille. Der Judoka Ole Bischof wurde 2005 Europameister und ein Jahr später Studentenweltmeister sowie bei den Olympischen Spielen 2008 in Peking Olympiasieger in der Gewichtsklasse bis 81 kg. In der gleichen Gewichtsklasse wurde er 2012 bei den Olympischen Spielen 2012 in London Gewinner der Silbermedaille.

## Abteilung Basketball
Die Abteilung Basketball besteht seit 1974. Die Herren I der TSG Reutlingen, die „Ravens“, wurden in den Saisons 2018/19 und 2019/20 Vizemeister der Regionalliga BW.

## Abteilung Eissport
Die Abteilung Eissport wurde 1988 in die TSG Reutlingen aufgenommen. Diese wurde 1992 durch die Sparte Eishockey erweitert. Die erste Eishockeymannschaft der TSG, die Black Eagles nehmen an der aktuell viertklassigen Baden-Württemberg-Liga teil.

## Abteilung Fechten
Die Fechtabteilung existiert seit 1928.

## Abteilung Inklusiv
Die Abteilung TSG Inklusiv (früher Behindertensport) existiert seit 1979.

## Abteilung Judo
Die Abteilung Judo besteht seit 1958. Seit November 2003 findet das Training in der Ole-Bischof-Judo-Sporthalle statt.
Die momentanen Mannschaften der TSG (männl. und weibl.) kämpfen derzeit in der Landesliga und die Männer wurden dort 2010 auch Meister. Eine zweite Männermannschaft kämpft in der Bezirksliga. Die Jugendmannschaften, von der U10 bis zur U15, kämpfern auf württembergischer Ebene. Seit 1966 besteht die Abteilung Aikido als eigenständige Sektion innerhalb der Judo-Abteilung neben den Sektionen Judo und Ju-Jutsu.

## Abteilung Leichtathletik
Die Leichtathletikabteilung der TSG Reutlingen bildet seit 2006 mit dem TSV Eningen die Leichtathletikgemeinschaft LG Eningen-Reutlingen.

## Abteilung Schwimmen
Die Schwimmabteilung der TSG gliedert sich in die Sparten Schwimmen, Synchronschwimmen und Wasserball.
Synchronschwimmen: Die Abteilung Synchronschwimmen wurde 1992 von Cathy Kleindienst zusammen mit ihrer Mutter Margrit Kleindienst gegründet. Cathy ist ehemalige Nationalschwimmerin – damals für Markgröningen. Übernommen wurde die Abteilung von Tania Reinbold (geb. Jopp) 1995. Tania war bis 1990 ebenfalls Nationalschwimmerin. Bis 2013 war Tania Reinbold verantwortliche Trainerin. In dieser Zeit ging nochmals eine Nationalschwimmerin hervor: Daniela Reinhardt. Daniela war von 2009 bis 2010 erst Jugendnationalschwimmerin, ab 2010 bis 2015 Mitglied der DSV-Nationalmannschaft. Sie nahm u. a. an den Jugend-Europameisterschaften in Tampere/Finnland (2010), an den Jugend-Welt-Meisterschaften in Indianapolis/ USA (2010) und an den Europa-Meisterschaften 2014 in Berlin teil.
Insgesamt 40 aktive Schwimmerinnen nehmen z. Teil an deutschen Meisterschaften teil.